# Tanzanipholis werneri
Tanzanipholis werneri är en skalbaggsart som beskrevs av Marc Lacroix 2002. Tanzanipholis werneri ingår i släktet Tanzanipholis och familjen Melolonthidae. Inga underarter finns listade i Catalogue of Life.